# Quentalia medinara
Quentalia medinara är en fjärilsart som beskrevs av William Schaus 1929. Quentalia medinara ingår i släktet Quentalia och familjen silkesspinnare. Inga underarter finns listade.